# The Knack ...and How to Get It
The Knack ...and How to Get It (br: A Bossa da Conquista; pt: Lições de Sedução) é um filme britânico de 1965, dirigido por Richard Lester, baseado na peça de Ann Jellicoe. A comédia satírica, que explora com humor os tempos da revolução sexual e da mudança de costumes entre a juventude da Swinging London da década de 1960, ganhou a Palma de Ouro do Festival de Cannes.

## Sinopse
O filme descreve a competição sexual entre três jovens que dividem um apartamento - o baterista agressivo e mulherengo Tolen (Ray Brooks), o tímido e paranóico professor Colin (Michael Crawford) e o artista Tom (Donal Donnely) - quando uma jovem de fora da cidade (Rita Tushingham) entra no mundo londrino deles.

## História
Fazendo este filme logo após Os Reis do Iê-Iê-Iê, com Os Beatles, e imediatamente antes de Help!, Lester fez alterações na estrutura da peça ao passá-la para a tela grande, adicionando seu próprio toque visual, legendas hilariantes, tempo de edição e um coro grego da 'velha geração' em desaprovação com o comportamento dos jovens da história.
O próprio Lester aparece rapidamente como um transeunte na fita, John Barry é o autor da trilha sonora jazzística e Charlotte Rampling, Jane Birkin e Jacqueline Bisset estreiam no cinema em rápidos papéis figurativos.

## Elenco
- Rita Tushingham - Nancy Jones
- Michael Crawford - Colin
- Ray Brooks - Tolen
- Donal Donnely - Tom
- John Bluthal - Padre
- Wensley Phitey - Professor
- Charlotte Rampling - extra
- Jacqueline Bisset - extra
- Jane Birkin - extra